# Chiesa di San Rocco (Montorio al Vomano)
La chiesa di San Rocco è un edificio religioso di culto cattolico situato in piazza Ercole Vincenzo Orsini a Montorio al Vomano, in provincia di Teramo.

## Storia

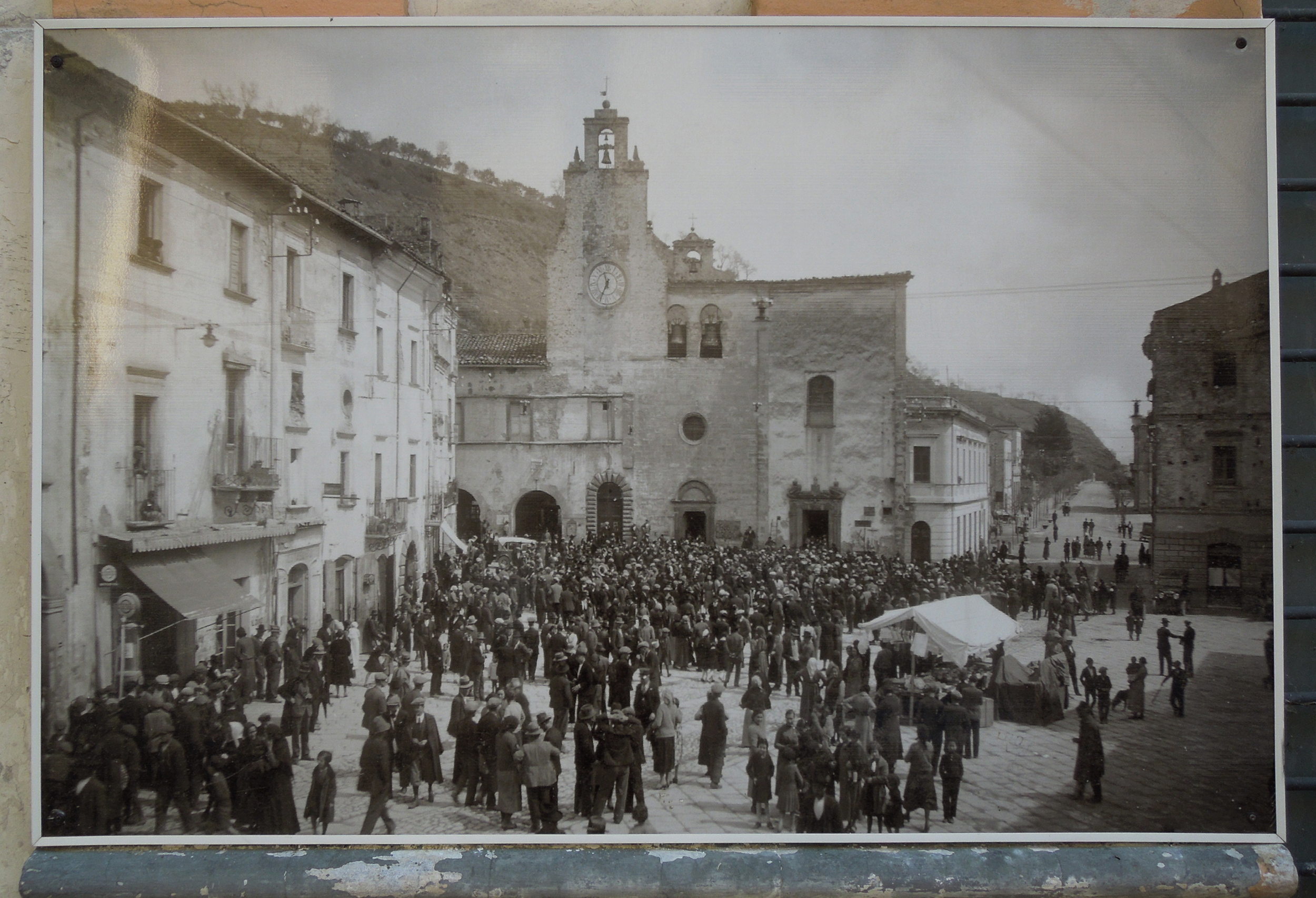
Riproduzione di una foto d'epoca della Chiesa di San Rocco, esposta per le vie del paese.

Le fonti documentali ricordano che la fondazione della chiesa è avvenuta nell'anno 1527, per la devota iniziativa di Vittoria Camponeschi, consorte di Giovanni Antonio Carafa della Stadera, conte di Montorio. La nobildonna ha voluto creare un luogo di culto dedicato ed intitolato a san Rocco, protettore dalla peste, al tempo del diffondersi dell'epidemia nella zona affidando la costruzione dell'opera a maestranze abruzzesi. In seguito, nel 1549 il modesto edificio sacro è stato ampliato con i contributi e le donazioni della popolazione e del conte Giovanni Carafa. Dagli scritti dello storico italiano Raffaele Colapietra si apprende che a portare a compimento i lavori sia stato Giovanni Carafa figlio del conte Giovanni Alfonso, coniuge di Vittoria, deceduto il 24 gennaio 1548.
Niccola Palma, nel 1834, la nomina come «Ecclesia S. Rochi Terrae Montorii» annoverandola tra le collegiate del capitolo dell'«Aprutine Diocesis». Lo storico teramano richiama alla memoria anche le figure dei conti Vittoria e Giovanni Antonio Carafa quali genitori di Gian Pietro Carafa, il futuro papa Paolo IV che ha assegnato i titoli di parrocchia e di collegiata alla chiesa montoriese. Negli anni compresi tra la seconda metà del XVI secolo e la prima metà del XX, la sacra fabbrica è stata oggetto di numerose modifiche. Al 1560 risale l'aggiunta del campanile a vela, al 1637 la costruzione di una seconda navata con relativo ampliamento dello spazio interno, tra il 1933 ed il 1938 ha avuto luogo la ristrutturazione che ha determinato il nuovo assetto interno dell'intero bene ecclesiastico. Nel 1955 vi è stata l'elevazione di una nuova torre campanaria posta accanto alla sagrestia.
Nella sagrestia sono conservati: alcuni reliquiari di modeste dimensioni del XVIII e XIX secolo, la statua lignea di santa Lucia, una ceramica di Castelli del 1750 che ritrae l'argomento del Battesimo di Gesù, un busto reliquiario ligneo ed una statua in argento di san Rocco eseguita da Francesco Tommaselli nel 1790. Di particolare delicatezza il corredo di paramenti liturgici donato nell'anno 1746 dal cardinale Marcello Crescenzi, figlio di Giovanni Battista Crescenzi, marchese di Montorio.
L'Archivio parrocchiale custodisce una considerevole quantità di documenti storici, quali: pergamene, bolle pontificie e registri capitolari.

### Il titolo
Nel corso del tempo le sono stati conferiti i titoli di:
Collegiata e parrocchia
Papa Paolo IV con una Bolla a data del 26 maggio 1599, redatta in San Pietro, durante il V anno del suo pontificato, ha eretto a dignità di collegiata e parrocchia questa chiesa. Il Palma scrive che la più antica parrocchia montoriese aveva sede nella chiesa dedicata a san Giacomo e che, con la stessa bolla paolina, la collocazione del titolo è stata spostata in quella consacrata a san Rocco cui era affidata la cura delle anime delle parrocchiali di: San Giacomo di Montorio, San Giovenale di Villa Vallucci e di San Giovanni in Pergulis di Valle San Giovanni ed il monastero di San Benedetto a Paterno di San Lorenzo. Con lo stesso decreto, il vicario di Cristo ha attribuito alla collegiata un arciprete e dodici canonici destinando il diritto del beneficio ecclesiastico del «patronato» al nipote Giovanni Carafa, duca di Paliano e conte di Montorio. Nell'anno 1867, a seguito della promulgazione delle Leggi di incameramento dei beni ecclesiastici, note come Leggi Siccardi, nell'ambito delle disposizioni dell'Eversione dell'asse ecclesiastico, ed in particolare con l'entrata in vigore della Legge n. 3848 del 15 agosto 1867 anche a questa collegiata è stato soppresso il titolo.
Chiesa
Chiesa di San Rocco – È la corrente denominazione ufficiale, cui si affianca la qualifica di parrocchia, adottata nella citazione della nomenclatura dalla Diocesi di Teramo-Atri e come riportato nella Gazzetta Ufficiale della Repubblica Italiana, Supplemento straordinario n. 16 del 21-01-1987, pagina 34.

### Epigrafia
Contribuiscono alla narrazione della storia della chiesa anche le iscrizioni e le epigrafi presenti, lasciate nel corso dei secoli, che tramandano e testimoniano la memoria di date di diversi periodi.
- Sull'architrave del portale di sinistra:

- Su di un frammento di una lastra murata sulla parete esterna della sagrestia vi è l'iscrizione è riferita ad Alfonso Carafa, conte di Montorio da 1565 al 1584.[20]:

- Sul supporto lapideo immurato all'interno dell'aula liturgica vi è l'elenco dei benefici che papa Gregorio XIII, nell'ottavo anno del suo pontificato, assegnava alla chiesa di San Rocco:

«Gregorius Episcopus servus sevorum Dei ad perpetuam rei memoriam / omnium saluti paterna charitatein et/er(ni)ta(te)m multa pietas officia que nos pro / munere nostro convenit exercepe sa/cra interdu(m) loca speciali privilegio insig/nimus ut inde fideliu(m) animaru(m) saluti / amplius co(n)sulatur . quocirca ut eccle/sia S(anc)ti Rocchi loci Montorii Aprutine Dioce/sis Archip(res)b(ite)ro duodecim canonicis / ornata quoru(m) novem sacerdotes su(n)t simile usq(ue) adhuc privilegiu(m) non hab(ens) et in altare S(anc)ti Iuvenalis quod / maius non est hoc speciali dono illu/stretur auctoritate nobis a Domino / tradita concedimus ut quoties missa / defunctoru(m) ad predictu(m) altare celebra/bimur pro anima cuiuscu(m)q(ue) fidelis que / Deo in charitate co(n)iuncta ab hac Jucem i(n)graverit ipsa thesauro ecclesie in/dugentia consequatur / Domini Nostri Iesu(s) Chr(is)t(i) et Beat(a)m Virgin/is Marie Beatoru(m) Apo(sto)loru(m) Petri et Pauli / aliorumq(ue) Sanctoru(m) omniu(m) meritis / suffragantibus: a Purgatorii penis libe/retur datu(m) Rome apud Sanctu(m) Petr(um) / anno Incarnationis Domi(ni)ce / M.D.L.XXVIIII. XIII K(a)lendas: Octo/bris pontificatus Nostri anno octavo / = M.Datis. = Cae: Glorierius / Ioannes Brovhe / registrata apud Cesare(m) Sec.m/ Gregorius Papa XIII.» 
- Sul fonte battesimale:

- Sull'acquasantiera:

- Su di una lapide a destra dell'altare maggiore:

- Sulla base dell'acquasantiera, posta accanto all'ingresso di destra, vi è la data:

- Nel timpano spezzato del portale di destra dove compare anche lo stemma di Montorio si legge la data:

- In un cartiglio custodito nello spazio interno della segreta dell'organo si legge una frase riferibile al restauro durante il quale è stata sostituita la tastiera dello strumento musicale.[21]:

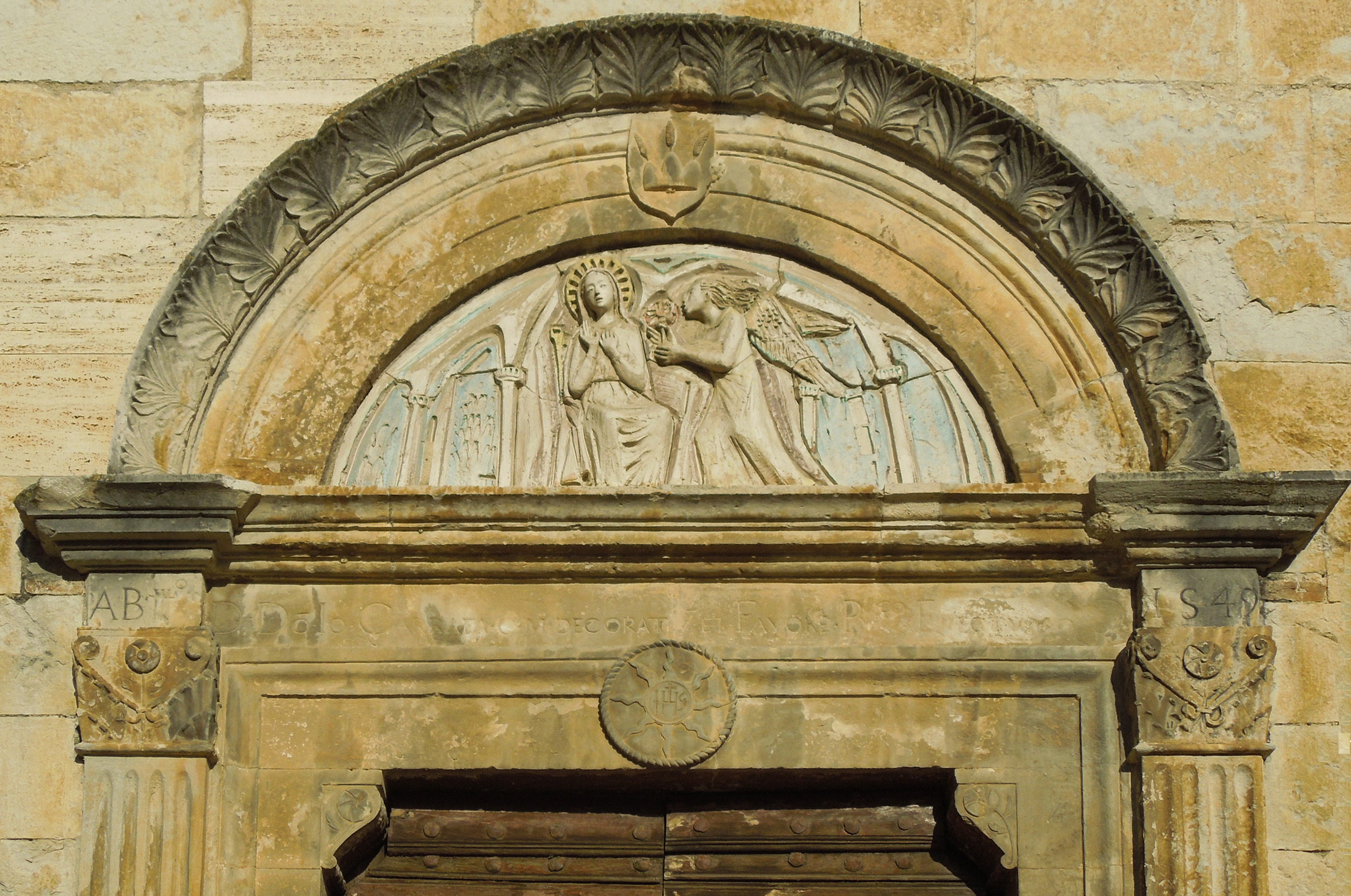
Particolare della lunetta, dello stemma bernardiniano e dell'epigrafe: AB III° D.Dò.Io.CARRAFA.C.MDECORATV..., del 1549, sul portale a sinistra della facciata.
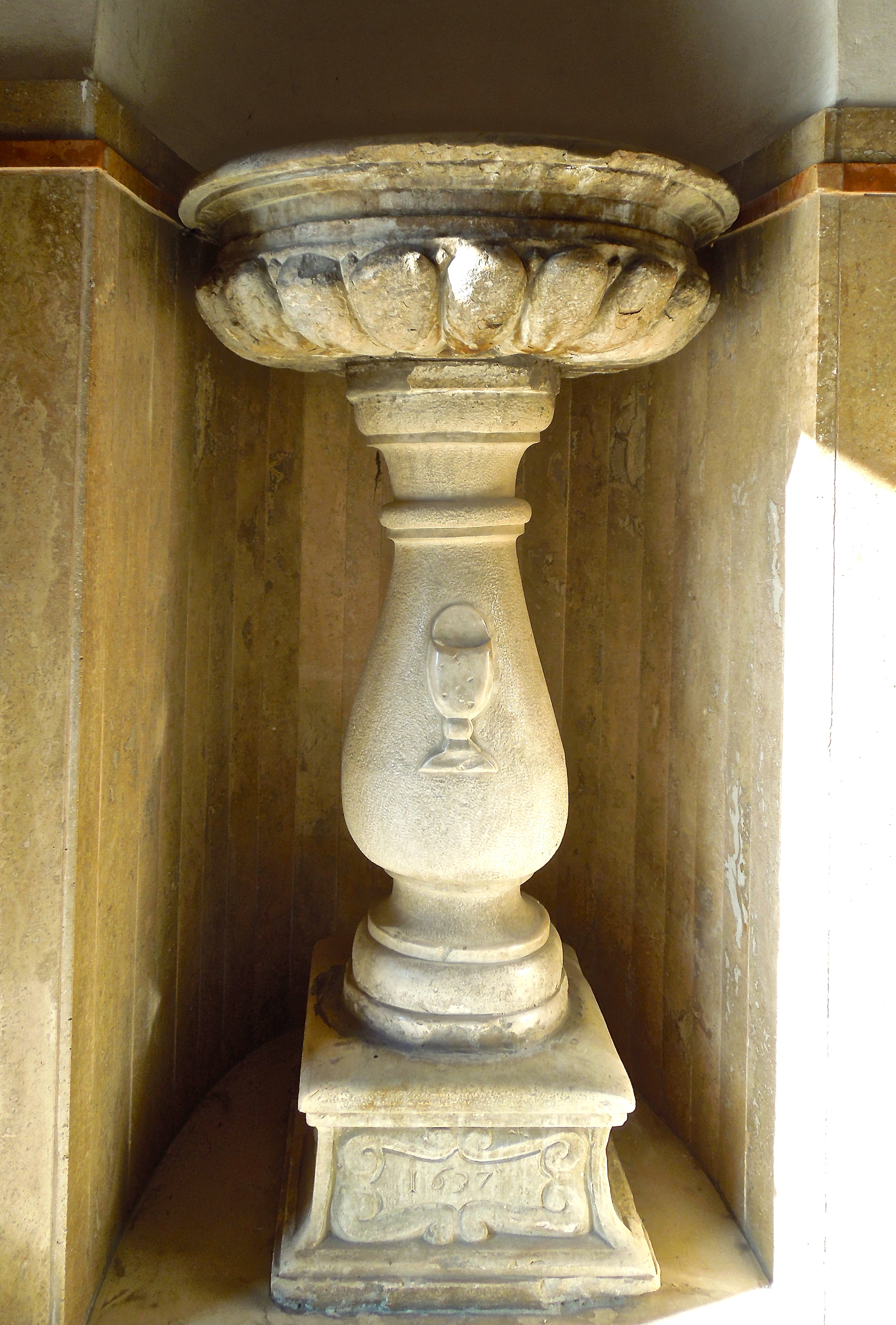
Acquasantiera che reca alla base la data 1637
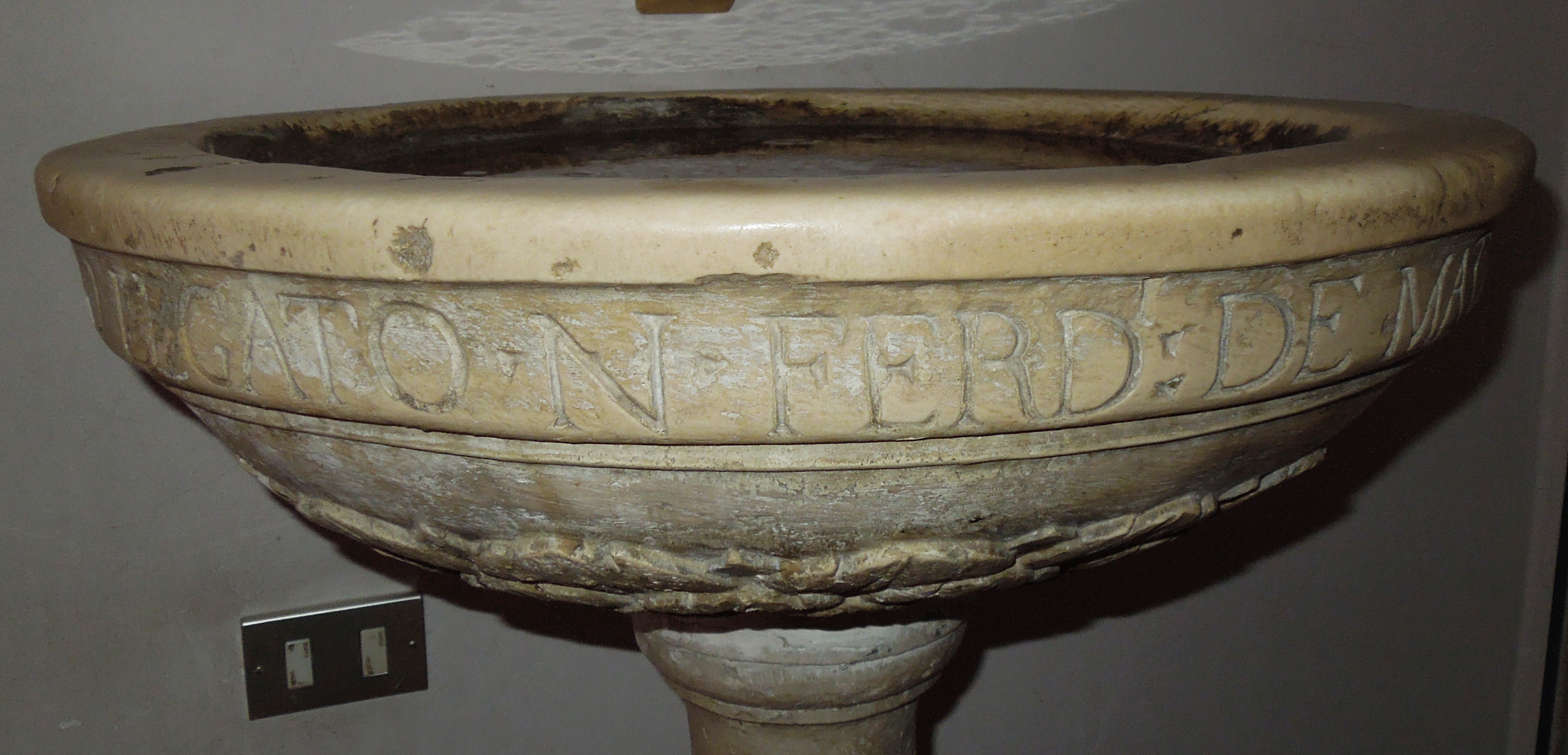
Particolare dell'epigrafe: «PRO LEGATO.N.FERED: DE MATTEIS .TPRE ARCHIPTVS D. CANCRINI»
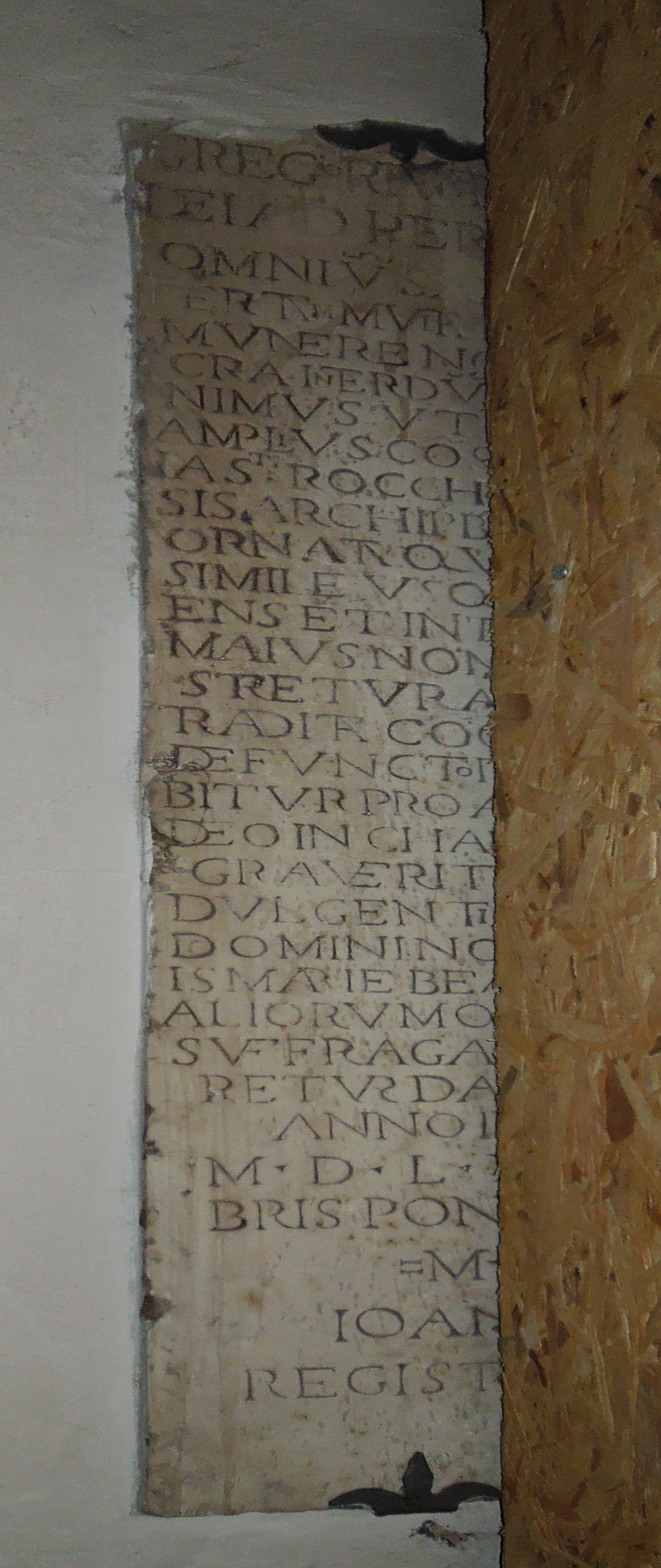
Epigrafe «Gregorius Episcopus servus sevorum Dei ad perpetuam rei memoriam...»
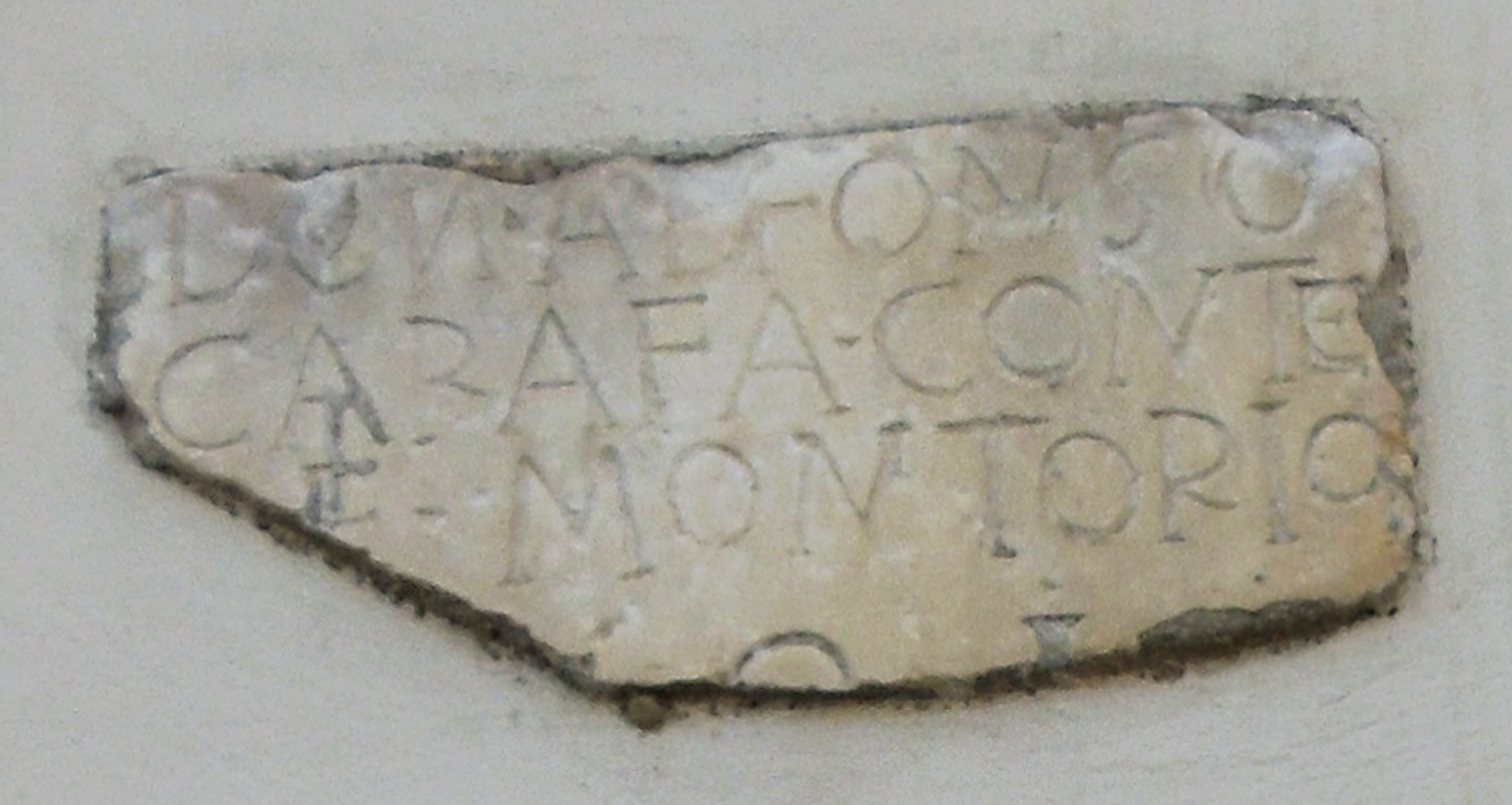
Frammento iscrizione «Carafa Conte di Montorio»
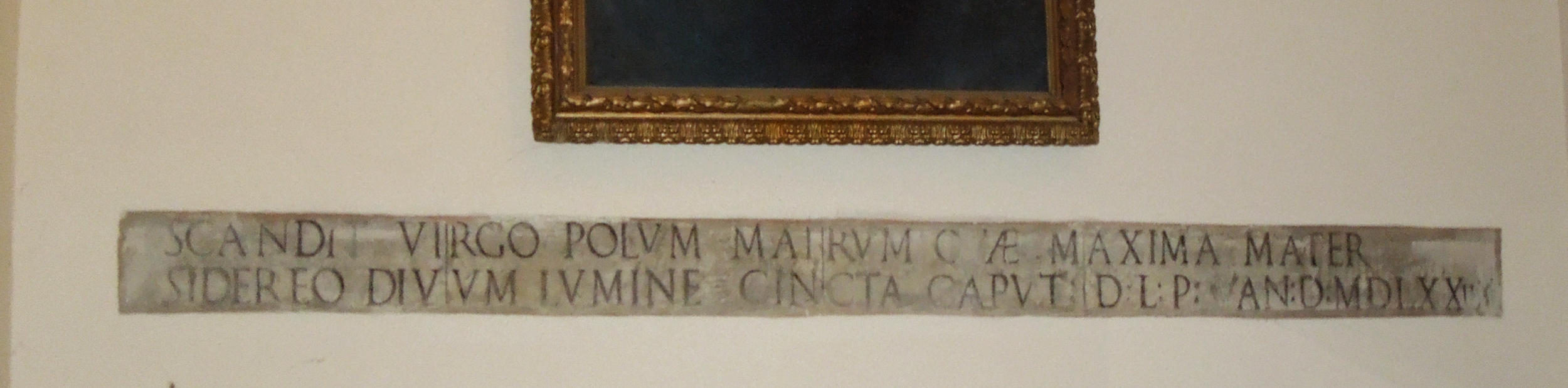
Iscrizione «"Scandit virgo..."»
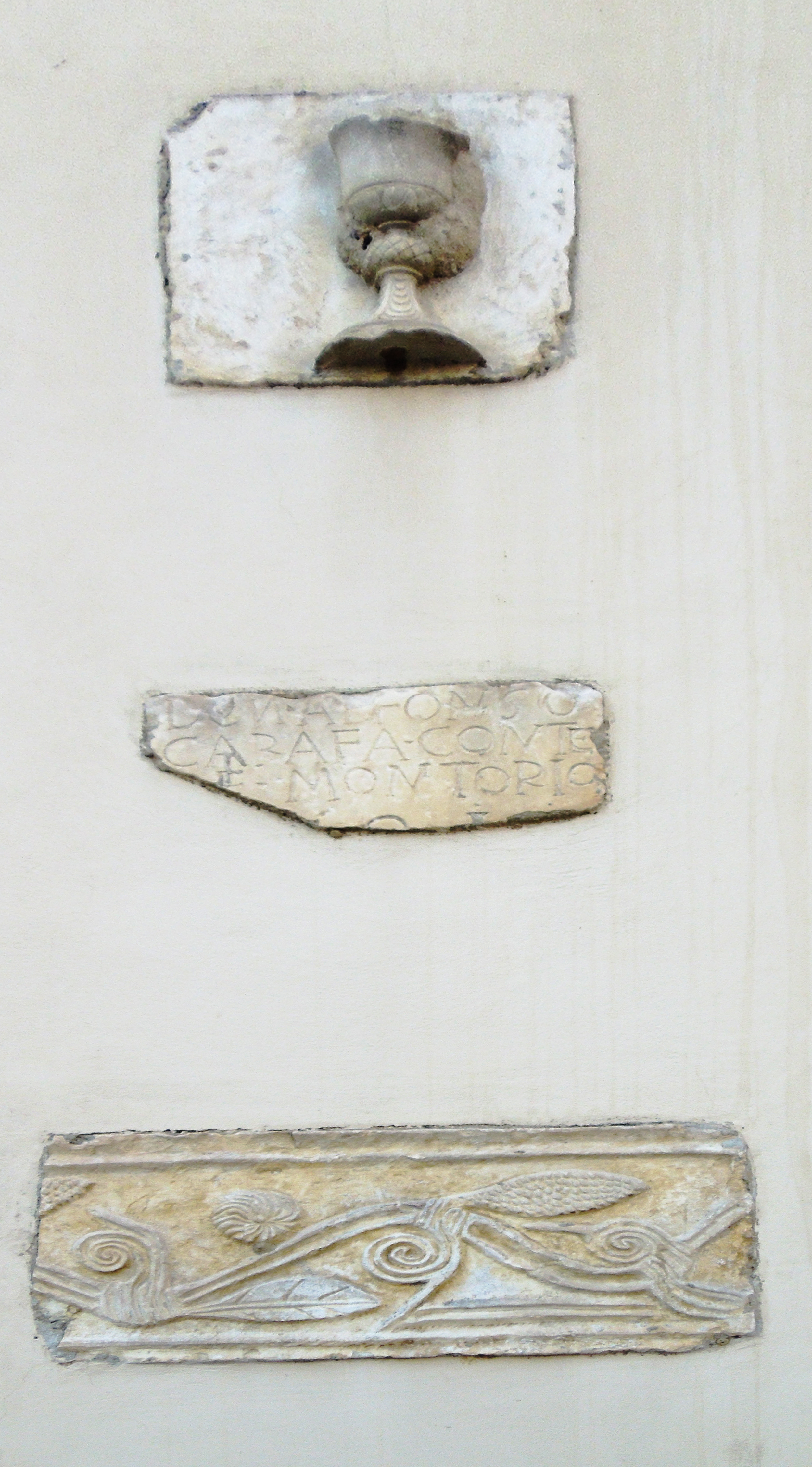
Elementi erratici di reimpiego tra i quali l'iscrizione del conte Carafa

### Stemmi
Sulla facciata ed all'interno dell'aula liturgica compaiono anche gli stemmi di Montorio:
- Sul portale di destra vi è una pietra affiancata da due pissidi con ostia segnate da una croce, sormontate da una croce latina con giglio, la data 1673 e lo stemma di Montorio composto da «tre monti all'italiana sormontato ciascuno da una spiga di grano »[21]
- Sulla cimasa dell'Altare della Resurrezione si evidenzia lo stemma montoriese racchiuso in «scudo ovale con fregi d'oro, d'azzurro, ai tre monti ll'italiana d'azzurro, sormontato ciascuno da una spiga di grano»[21]

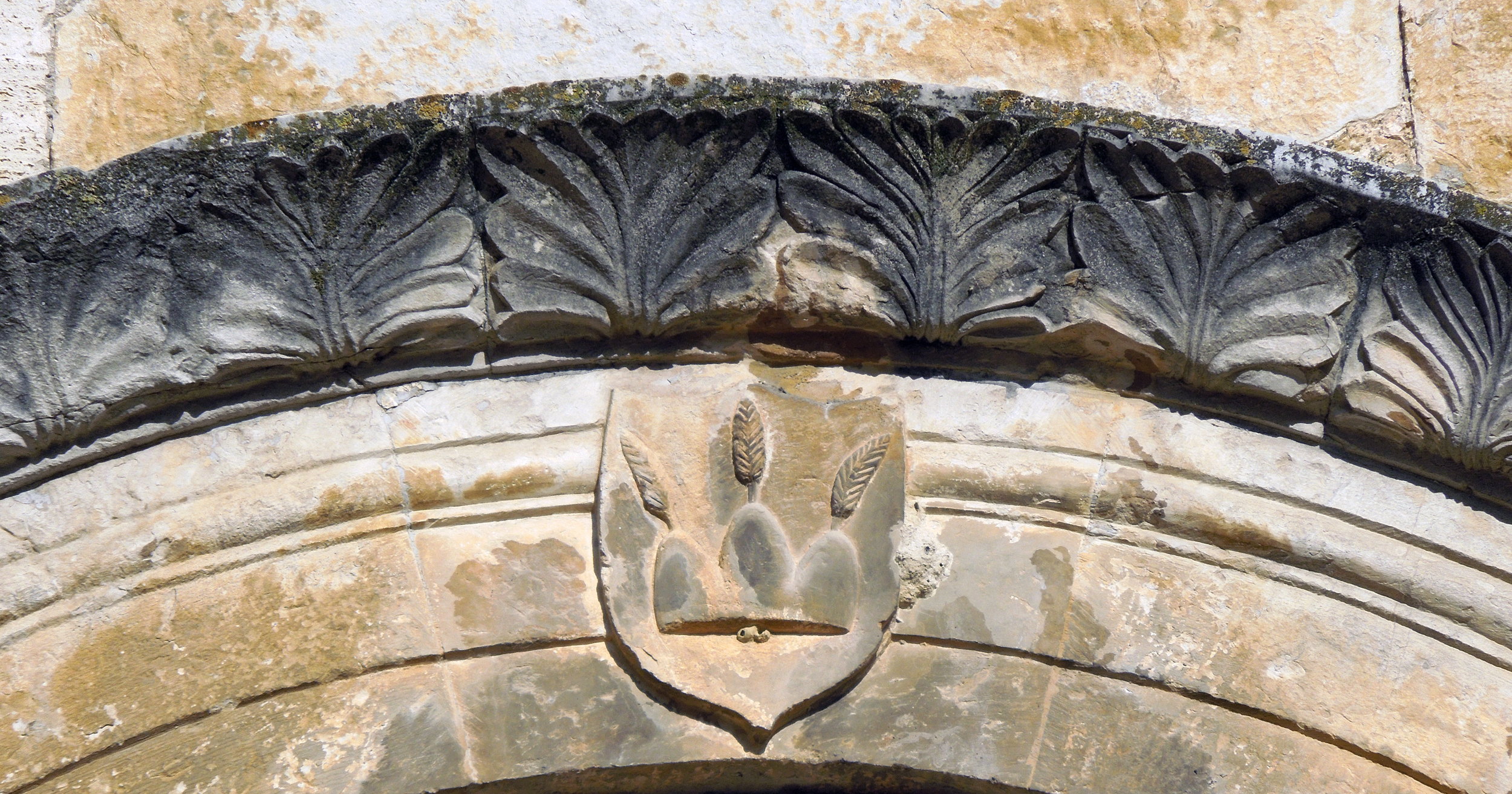
Particolare dello stemma di Montorio scolpito sul portale a sinistra.
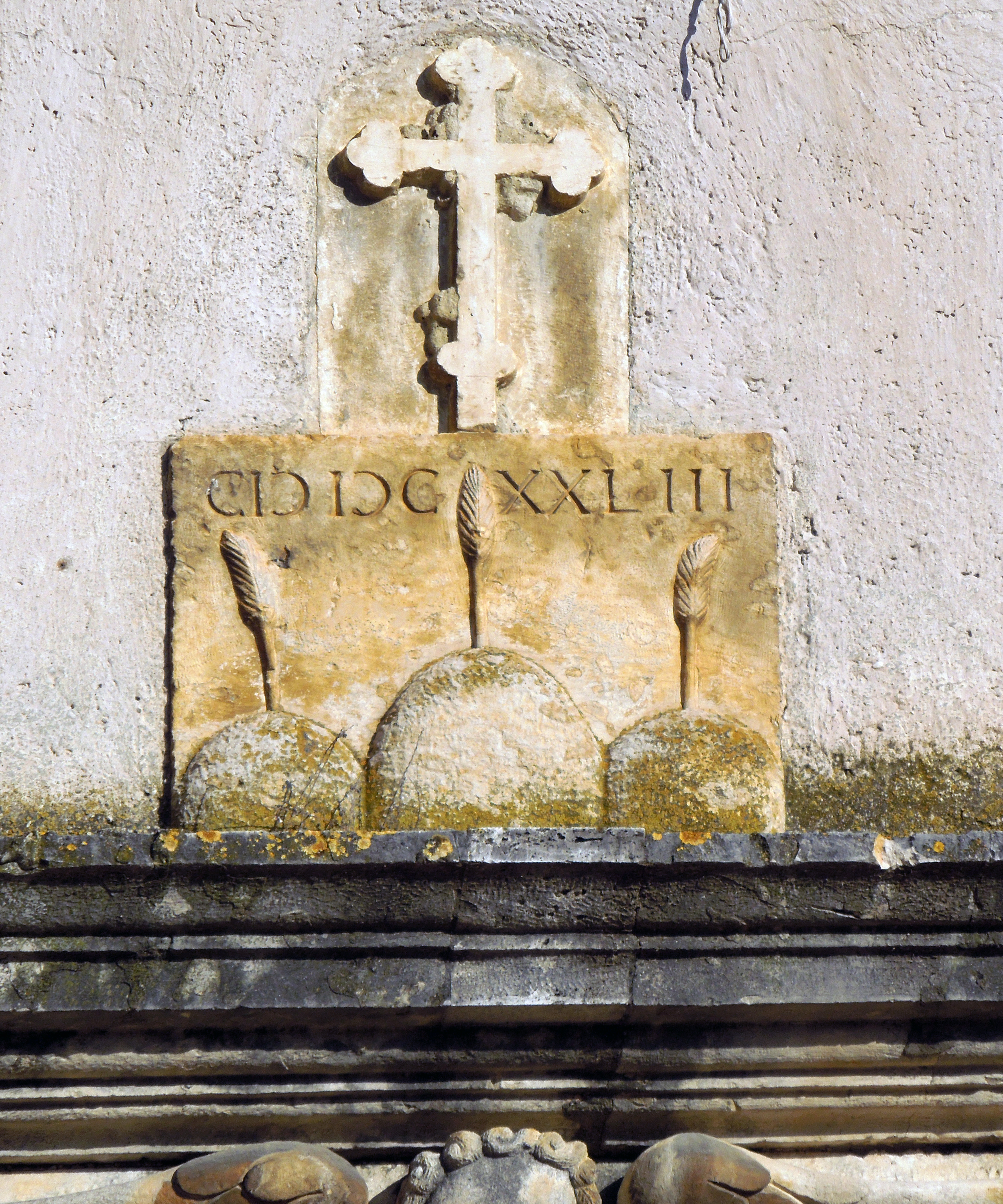
Particolare dello stemma di Montorio scalpellato sul portale a destra.

### Eventi sismici
A seguito dei danni provocati dalle sequenze sismiche del Terremoto del Centro Italia del 2016 e del 2017 il fabbricato della chiesa ha subito vari danni che hanno reso necessario un periodo di chiusura al culto per attuare gli opportuni interventi di messa in sicurezza.

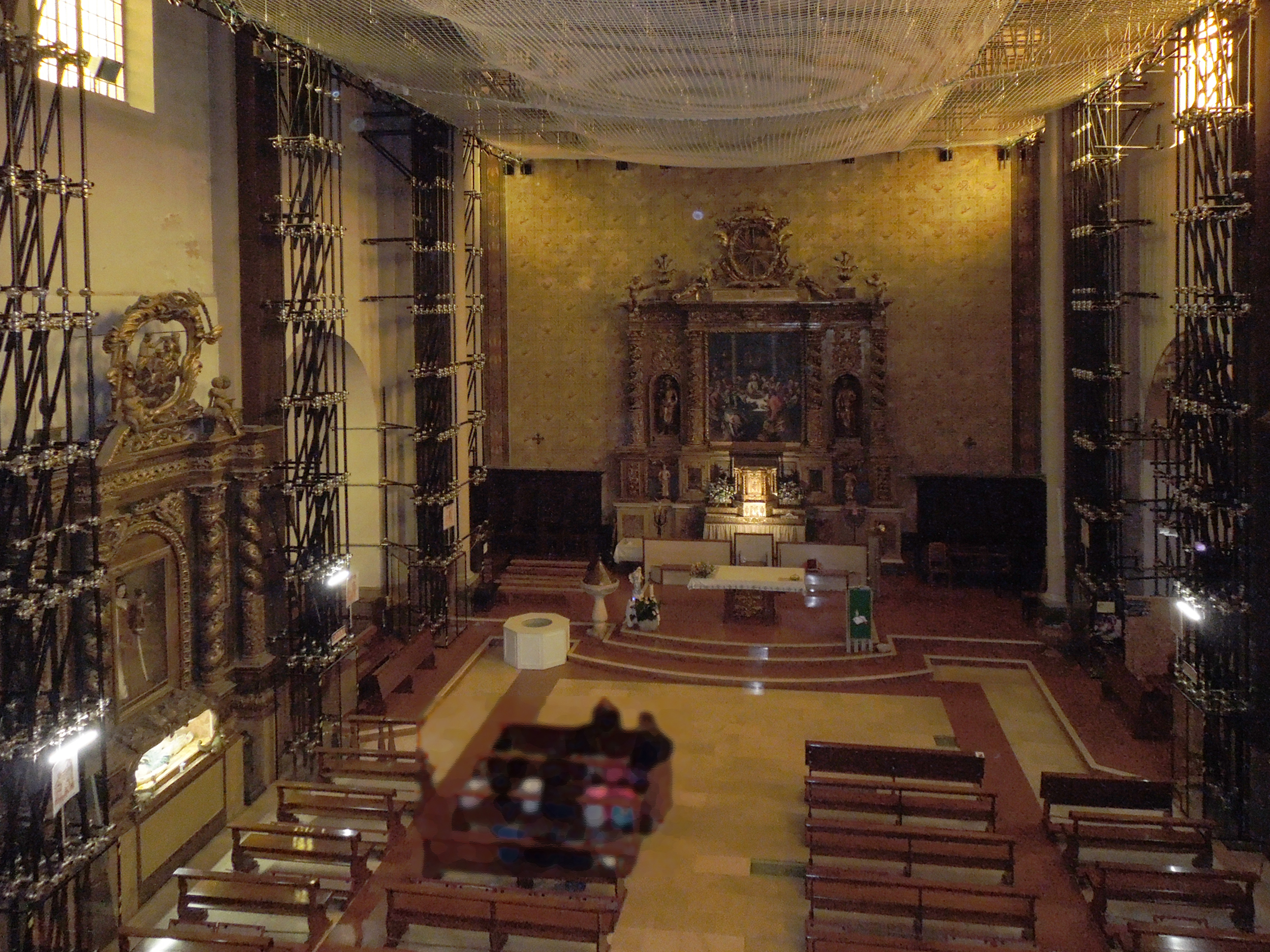
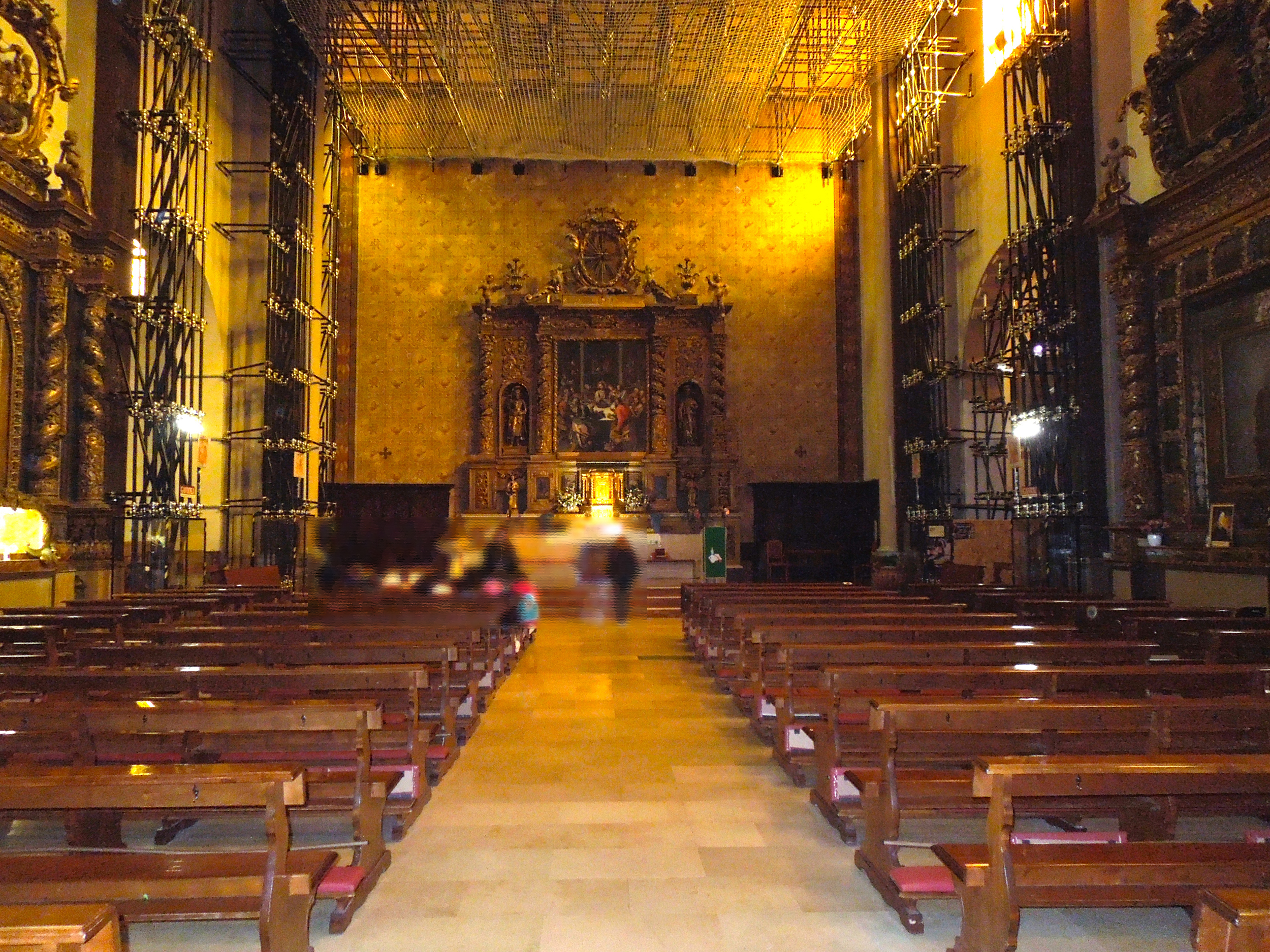

## Architettura
L'attuale chiesa è costituita da due corpi di fabbrica contigui, elevati in tempi diversi, e facilmente distinguibili osservando la composizione architettonica dalla facciata principale che risulta formata dall'accostamento di due fronti, divisi da paraaste di ordine gigante, e raccordati con un leggero angolo, inseriti nel tessuto di un aggregato urbano affiancato alla sede dell'antica Universitas di Montorio. Sulla porzione sinistra, realizzata con conci squadrsti di pietra, si osserva il lessico stilistico più antico risalente al 1527, mentre sul prospetto a destra si scorge l'ampliamento del 1673 finito ad intonaco colorato.
Sulla parete esterna della sagrestia hanno trovato la loro collocazione tre elementi erratici di reimpiego, quali: un frammento che reca scalpellato un tralcio d'uva databile tra l'XI ed il XII secolo, un supporto lapideo con la traccia di un'epigrafe riferibile al conte Carafa ed un bassorilievo che mostra una pisside ed un'ostia.

### L'interno

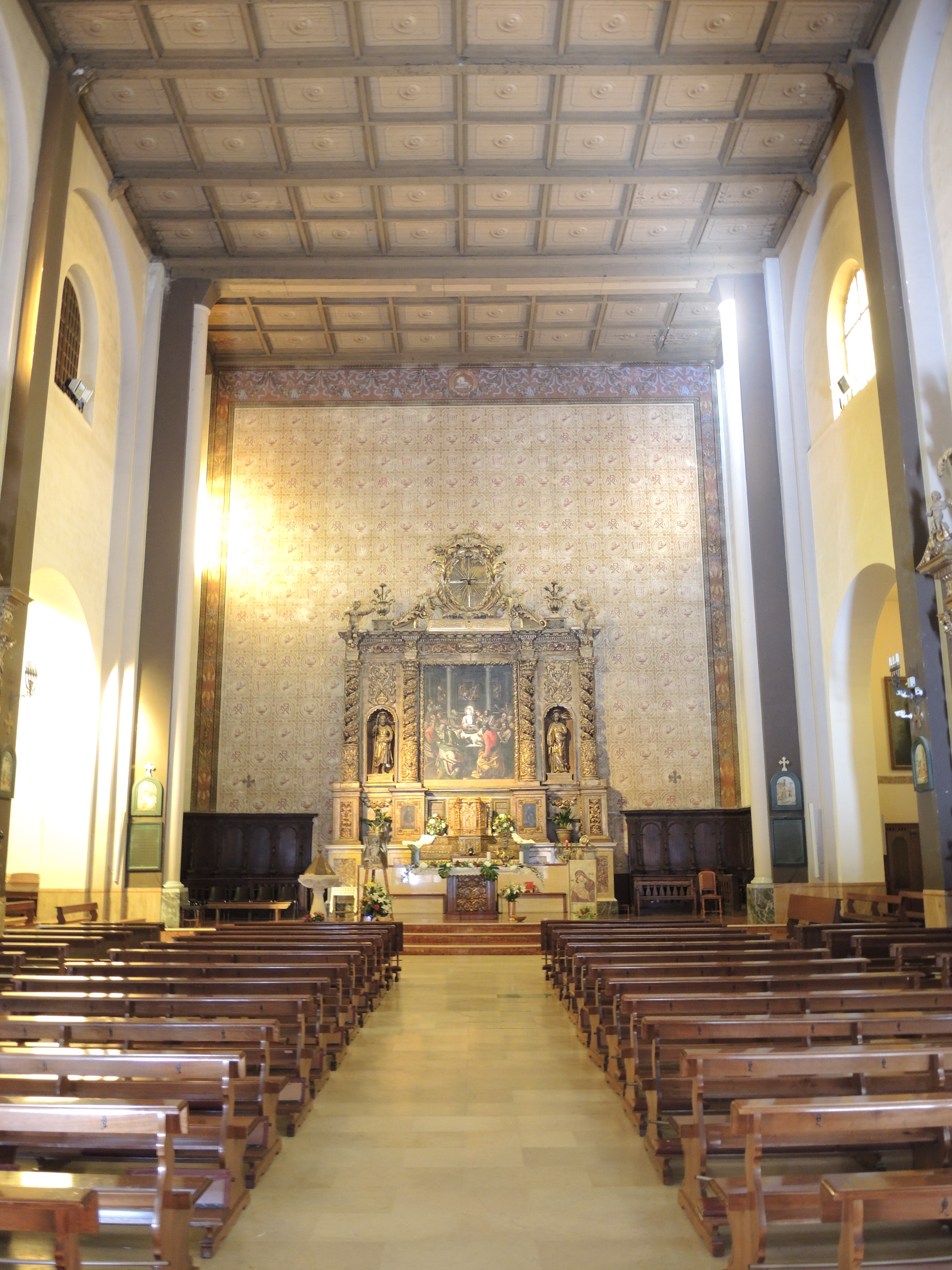
Interno

L'odierno invaso, a navata unica, si sviluppa da una pianta rettangolare a croce latina corredata di nartece, interno rispetto all'ingresso, sormontato dalla cantoria. L'ambiente è pavimentato con lastre di marmo rosa ed avorio racchiuse tra due fasce laterali, anch'esse in marmo, colorate con diverse gradazioni di marrone. La copertura è costituita da un soffitto piano cassettonato. Tra gli elementi decorativi si nota la parete che accoglie l'altare maggiore decorata da un affresco dipinto con geometrie circolari che contengono elementi simbolici cristiani ed il fonte battesimale di epoca rinascimentale.
Questo spazio è il risultato dell'intervento di accorpamento delle due navate esistenti prima della ristrutturazione avvenuta negli anni 30 del XX secolo. Percorrendo a ritroso la storia architettonica dell'aula liturgica si osserva che la primitiva chiesa, ossia quella retrostante alla porzione della facciata più antica, costruita dalla contessa Vittoria Camponeschi, era composta dalla sola navata custodita dal lato del fronte aperto dal portale che reca la data 1549. In seguito, dopo l'erezione a collegiata, si è reso necessario un ampliamento del vano sacro per contenere il gran numero di fedeli che la frequentavano. Nell'anno 1637 i canonici e l'Univeristas di Montorio hanno dato luogo ai lavori di allargamento con la creazione di una seconda struttura messa in comunicazione con la chiesa già esistente attraverso l'apertura di tre arconi lungo la parete destra della costruzione cinquecentesca. Con il rifacimento concluso nel 1938 è stata completamente eliminata la divisione dello spazio interno che ora risulta articolato in un unico ambiente dotato della cappella a sinistra dell'altare maggiore. L'intervento che ha connotato l'ambiente di una nuova fisionomia stilistica, riferibile ai caratteri del Novecento,  si deve all'operosa iniziativa di don Domenico Valerii, allora arciprete in Montorio ed in seguito vescovo della Diocesi di Avezzano, che attraverso la cancellazione delle forme settecentesche ha posto rimedio alle precarie condizioni della struttura indebolita dall'incuria e da eventi sismici.
Sulla parete di fondo, ai lati dell'altare maggiore vi è il coro ligneo, intagliato nell'anno 1767 da Lorenzo Grandenel.

### I portali
Il portale collocato a destra, che reca la data 1549, corrisponde al varco d'ingresso originario della chiesa. Si mostra ancora oggi invariato nella sua semplice composizione architettonica costituita da un architrave piano, sostenuto da mensole con decori floreali, fregiato al centro con il bassorilievo del cristogramma IHS diffuso da san Bernardino da Siena. Gli stipiti che lo sorreggono sono scanalati e si concludono con capitelli decorati da fiori. La lunetta è ornata con la moderna maiolica della raffigurazione del tema dell'Annunciazione, sormontata dal tondo dell'antico oculo cinquecentesco oggi chiuso dalla ceramica, di recente fattura, che raffigura san Rocco. La parte superiore della facciata mostra i due archi murati che accoglievano due campane.
Il portale costruito durante l'ampliamento seicentesco si apre nella zona destra del prospetto e riporta la data 1673.  Presenta un architrave piano decorato dal bassorilievo di un volto d'angelo alato e festonato. Al centro del timpano con le sime spezzate vi è collocato il supporto lapideo con la rappresentazione dello stemma montoriese sovrastato da una croce latina ed affiancato da due pissidi con ostia. Il tessuto murario della facciata seicentesca era inizialmente aperto da un'unica finestra rettangolare con archivolto a sesto ribassato, oggi murata.

### I campanili
Il complesso ecclesiastico di San Rocco si completa con la presenza di due campanili che si elevano rispettivamente uno a sinistra della facciata principale e l'altro, distinto dal corpo del fabbricato, nella parte posteriore della chiesa collocato vicino alla sagrestia.
Il campanile a vela
Sulla sinistra del prospetto principale, si trova la vela in laterizi disposta a 3 settori costruiti con ampiezze digradanti a sviluppo verticale elevata, secondo il Celli, nel 1560 e posta fra il palazzo dell'Universitas ed il nucleo più antico della chiesa. Il primo settore è lateralmente decorato da due volute, nello spazio del secondo vi è l'orologio e nell'ultimo l'apertura del fornice con le 2 campane. Nel 1859 è stato oggetto di modifiche e ricostruzioni. Nel 1811 e vi è stato collocato il quadrante realizzato dagli artigiani della maiolica di Castelli.
Il campanile a torre
Il secondo campanile a torre, cuspidato all'estremità superiore, è stato innalzato negli anni 1954-1955. Si eleva da una pianta quadrata ed è rivestito da mattoncini a vista.

### Gli arredi
L'interno della chiesa è riccamente arredato da 4 monumentali altari lignei dipinti e dorati, risalenti ai primi decenni del XVII secolo e agli inizi del XVIII, ricollocati dopo i rifacimenti della chiesa, che hanno preso il posto dei precedenti altari in pietra. Sono realizzati in stile tardo rinascimentale barocco e si distinguono per la qualità dell'intaglio e per il loro stato di conservazione. Ostentano ancora oggi la solenne bellezza delle colonne tortili, tanto care a Gian Lorenzo Bernini, ed ospitano statue lignee e pregevoli tele di epoche precedenti.
L'altare maggiore
Dedicato al Corpo di Cristo, vi è riposta la tela dell'Ultima Cena, dipinta nel 1607. Dapprima collocato nella navata laterale sinistra è stato adottato, dopo il 1641, come altare maggiore e ricollocato dopo i lavori degli anni Trenta del Novecento. Nelle intenzioni del vescovo di Teramo Girolamo Figini Oddi avrebbe dovuto essere completato con la realizzazione di un baldacchino di legno dorato. Oltre al dipinto vi sono le statue lignee e dorate di san Giuseppe e san Gioacchino.  Nelle carte dell'Archivio diocesano teramano si leggono citazioni di questo arredo nei testi di alcune viste pastorali: «Cappella corporis Xq.i in navi latere sinistro habet iconam cum Cena domini, et est ornatum decenter cum ornamento deaurato» ed ancora:«Exat in Altare icona magna in tela dipincta cum misterio Cene Domini posita in ornamento ligneo deaurato decenti, cum tegmentotele cerulee sed caret ombrella, sive baldacchino, quod posset tegi tabernacolum»
Altare della Risurrezione
L'altare dedicato alla Risurrezione di Cristo è stato eretto dalla Confraternita del Santissimo Sacramento come riportato nel testo di un documento di una visita pastorale del 1607 custodito presso l'Archivio diocesano di Teramo in cui vi è scritto che ha assunto questo nome per l'icona già esistente, ossia la tela collocata nella parte centrale eseguita nel 1530 dall'artista Vincenzo Pagani. «Titulum Altaris est Assumptionis Domini Nostri, pro ut in ycona ibi existenti, et est erectum à societate sanctissimi sacramenti» Vi sono esposte le statue lignee di san Pietro e san Paolo.
Altare di San Francesco da Paola
L'altare di destra è intitolato san Francesco da Paola. In origine era abbellito da dipinti, ormai sciupati e consunti dal tempo, che ricordano la vita del santo.
Altare della Madonna
Nell'altare di sinistra trovano la loro collocazione le statue di san Pietro Martire e san Tommaso Becket ed una scultura dell'Incoronazione della Madonna.

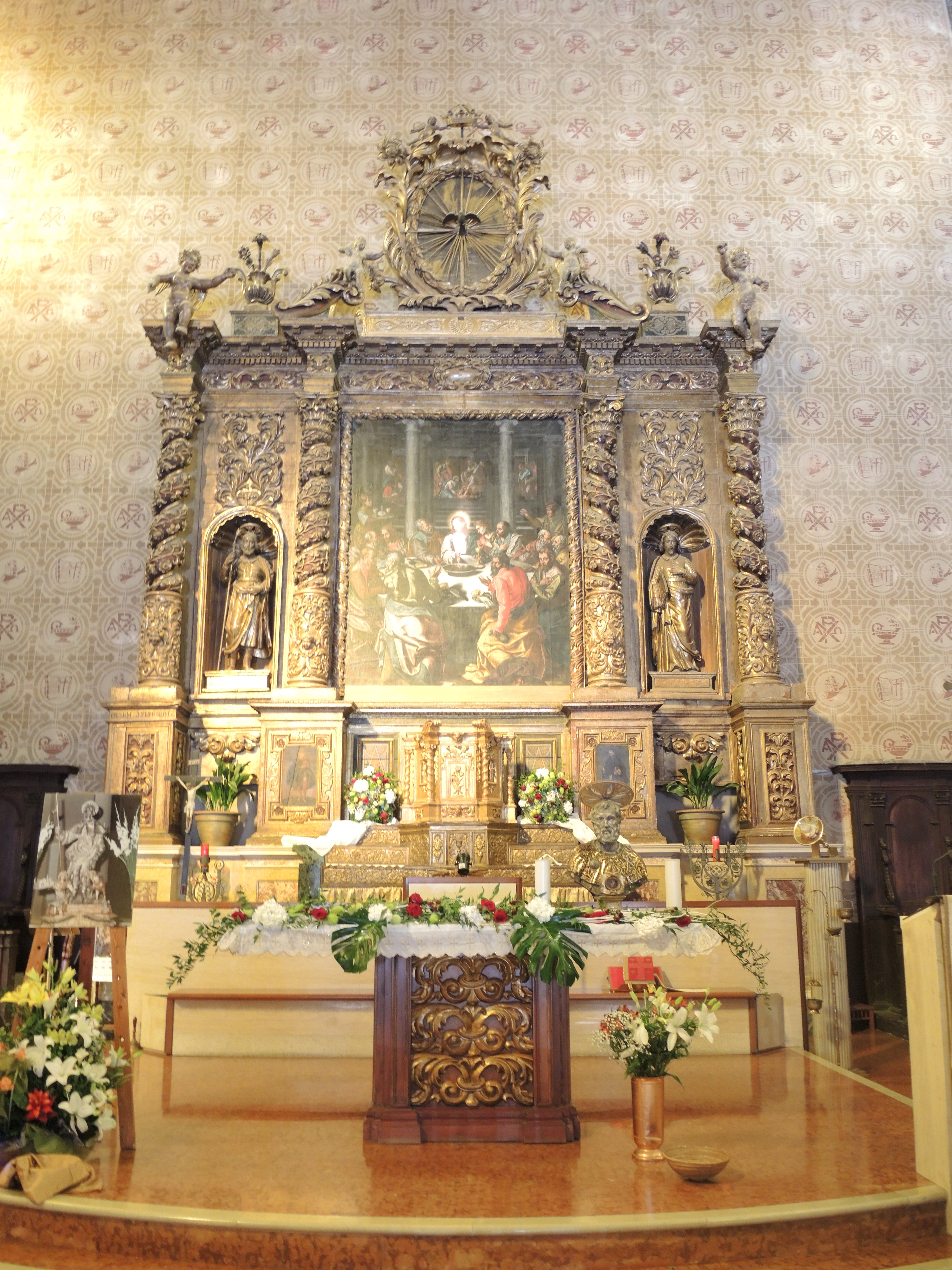
Altare maggiore
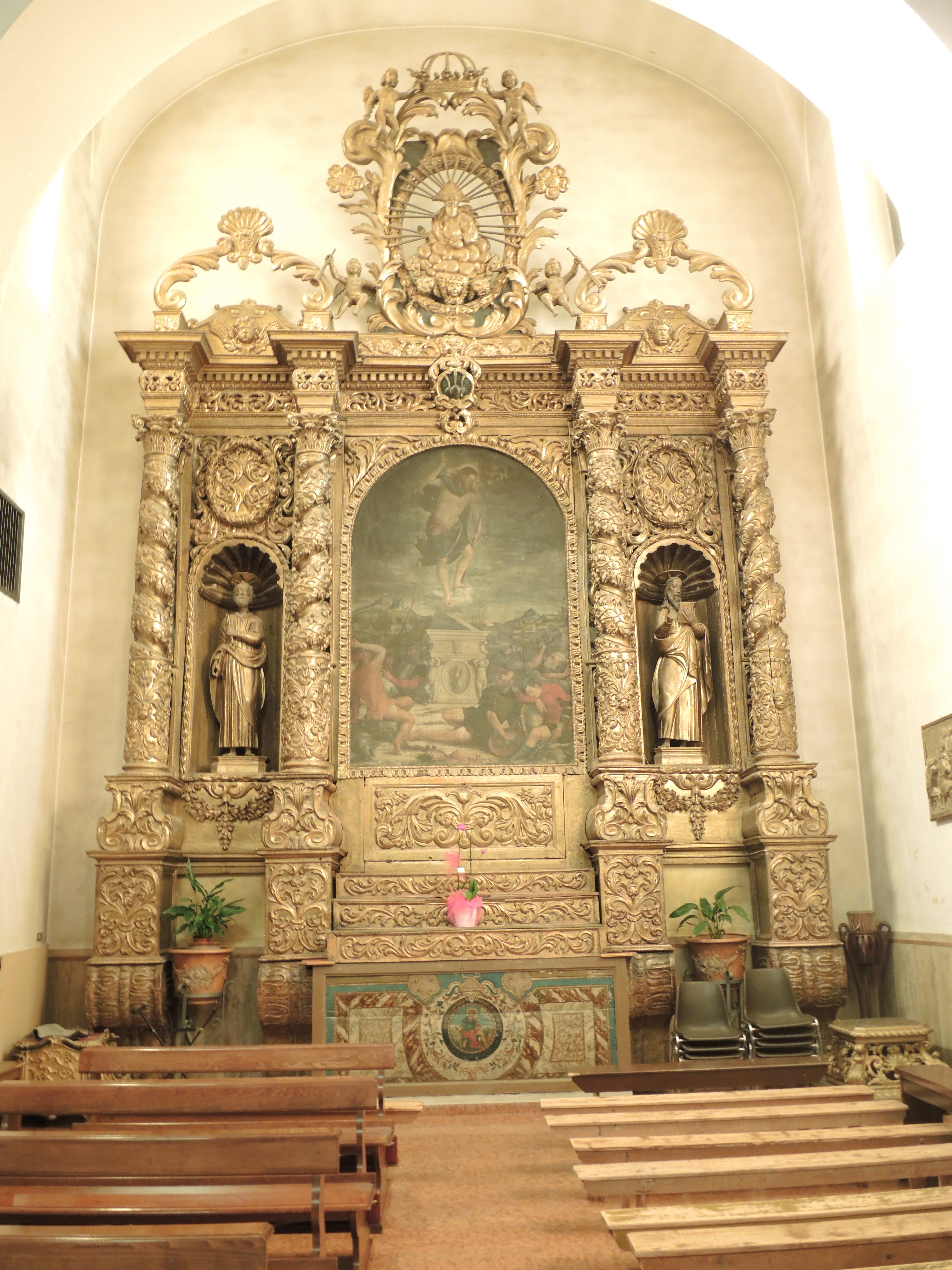
Altare della Risurrezione
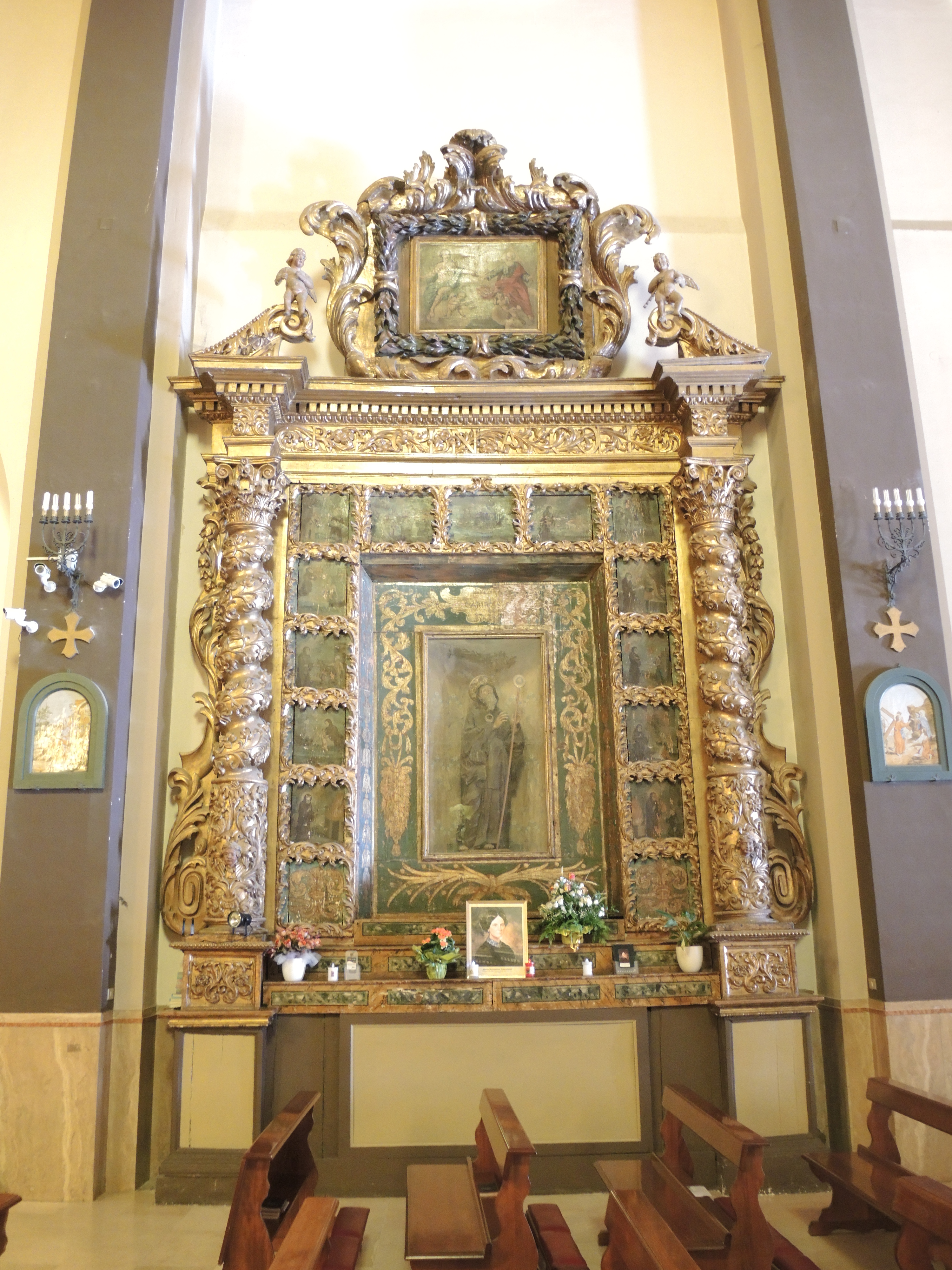
Altare di San Francesco da Paola
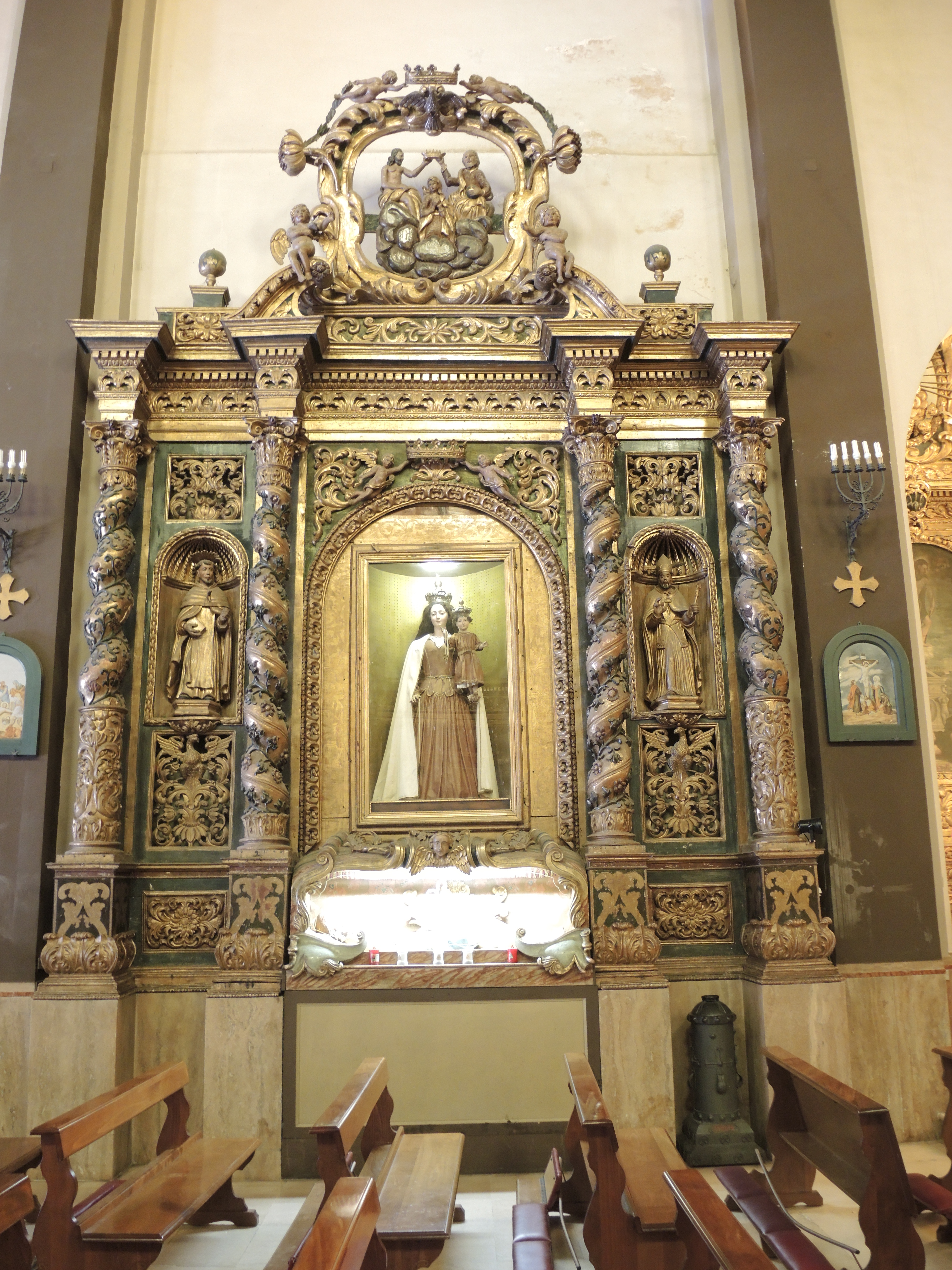
Altare della Madonna

## L'organo
Dalla lettura della documentazione che ricostruisce la storia dello strumento musicale è possibile affermare che si tratti dell'organo più antico d'Abruzzo. Lucia Arbace, Soprintendente per i Beni Storici Artistici ed Etnoantropologici dell'Abruzzo, e Valerio Pichini, giornalista storico, aggiungono che la fattura stilistica delle canne a tortiglione è collocabile entro il Cinquecento. Altre sono attribuibili ai costruttori di organi della famiglia Fedeli, operanti nel Centro Italia tra il XVII ed il XX secolo, che hanno avuto cura di un restauro.
Le prime notizie risalgono ad un documento custodito nell'Archivio parrocchiale di San Rocco datato luglio del 1636, in cui vi è scritto: «Anno D.ni 1636 nel mese di luglio fu piantato la prima volta l'organo nuovo in S. Rocco venuto da Napoli di prezzo ducati trecento venti / però e senza cassa et di fattura e [testo non leggibile] importo / ducati cinquecento in tempo dell'Ar-cipr. D. Bernardo Goterecci» donato alla chiesa da Pietro Carlei, giurista di Montorio. 
Il suo prospetto si compone di tre specchi in legno dipinto e decorato da cariatidi, volti d'angelo alati, amorini e vasi di fiori. Ha 31 canne di stagno suddivise in tre cuspidi. Nel corso dei secoli è stato oggetto di vari restauri, tra i quali l'ultimo che lo ha reso nuovamente funzionante.

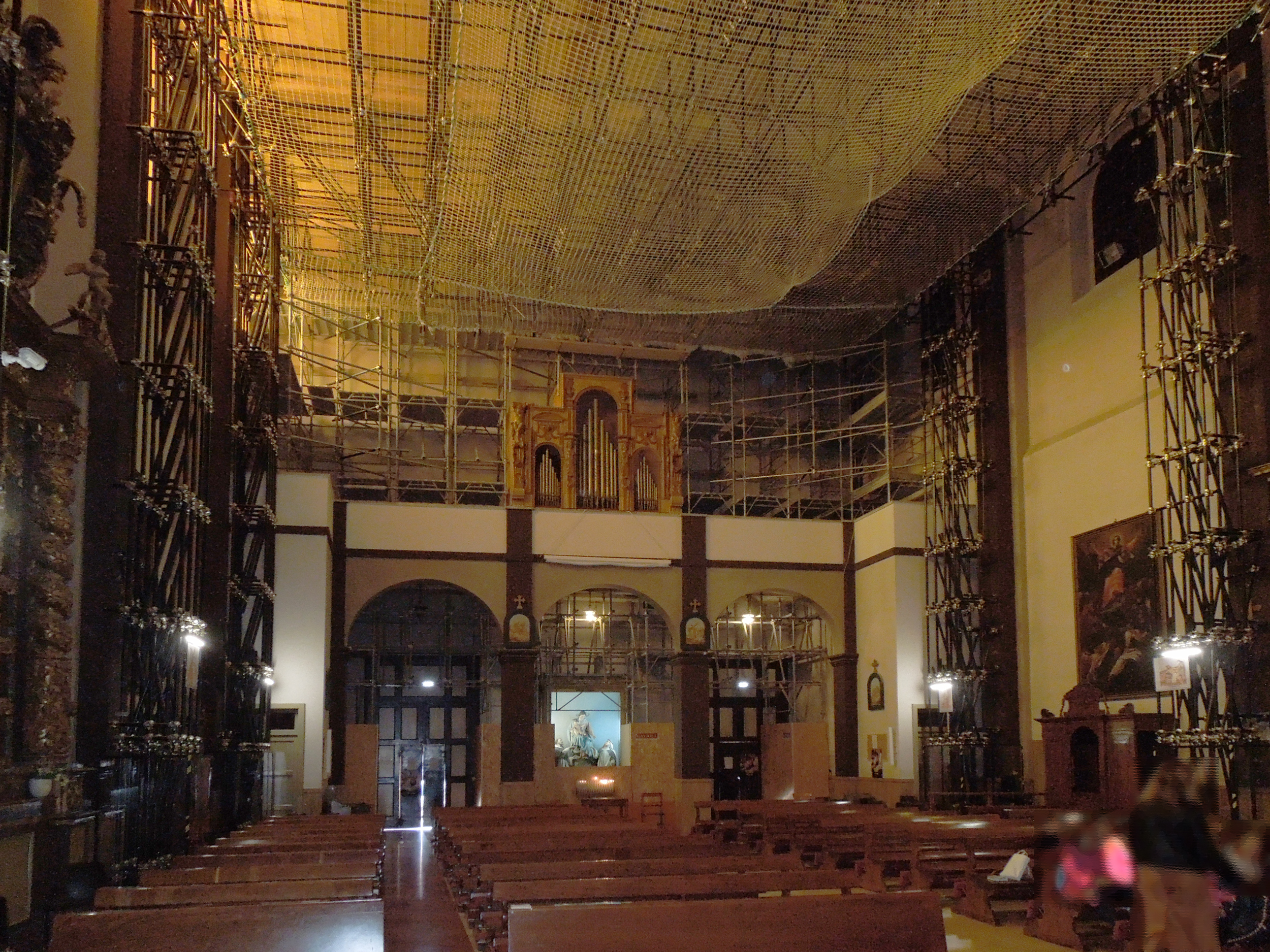
Controfacciata con la cantoria e l’organo
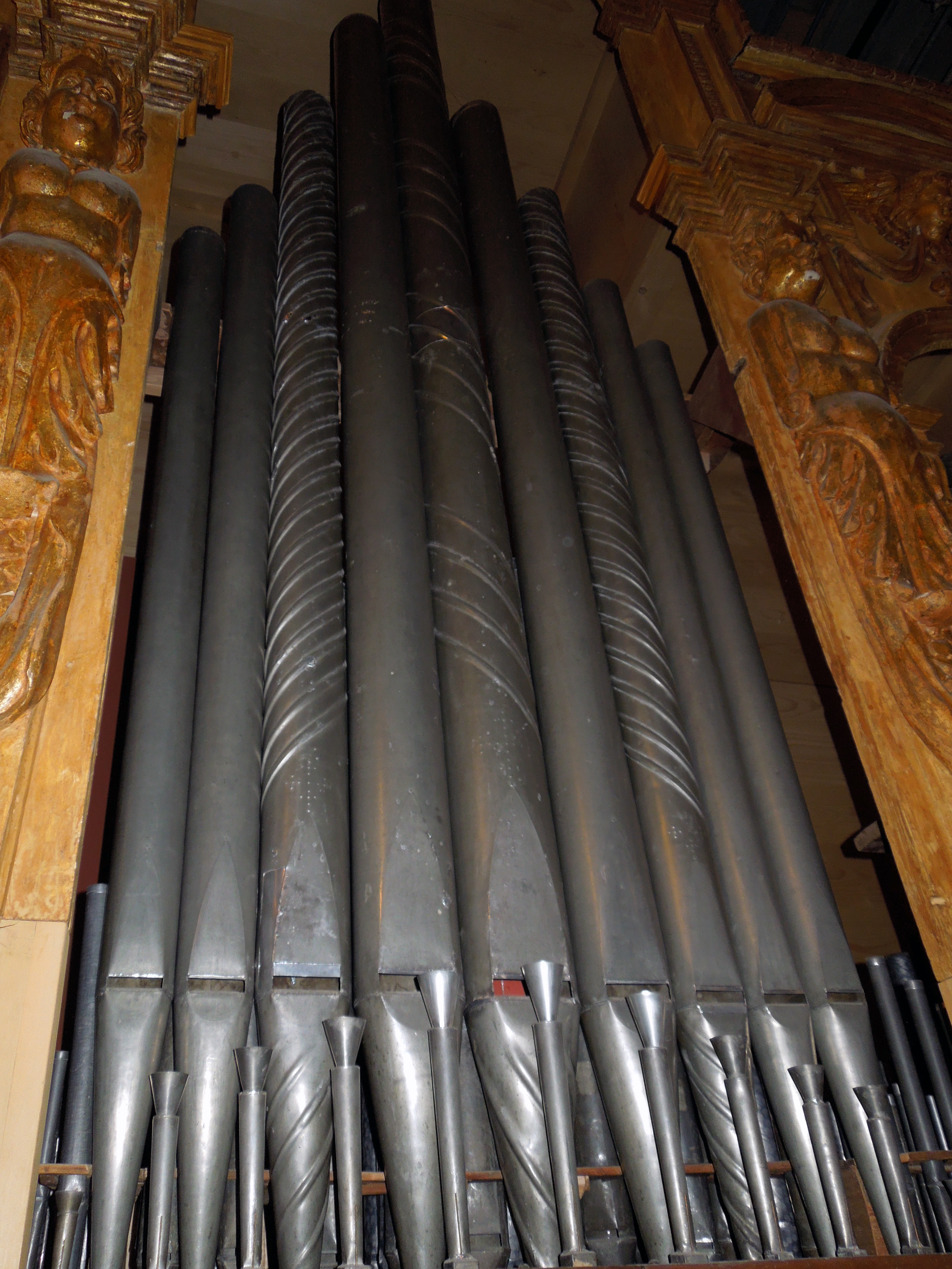
Canne della cuspide centrale dell'organo